# ハインリッヒ・ヴィルヘルム・ショット
ハインリッヒ・ヴィルヘルム・ショット（Heinrich Wilhelm Schott、1794年1月7日 - 1865年3月5日）は、オーストリアの植物学者である。サトイモ科の植物の研究で知られる。
現在はチェコのブルノで生まれた。ウィーン大学で、植物学、農学、化学を学び、ヨーゼフ・フランツ・フォン・ジャカン（Joseph Franz von Jacquin）などに学んだ。1817年から1821年の間に行われた、オーストリアによるブラジル探検に参加した。1828年にウィーンの王立植物学者（Hofgärtner）に任じられた。1845年にシェーンブルン宮殿の王立庭園の園長となった。1852年に庭園のイギリス様式への変更を担当した。ウィーンの宮殿の庭園でブラジルから持ち帰った植物を栽培した。
高山植物にも興味を持ち、ウィーンのベルヴェデーレ宮殿にアルピナム（alpinum：高山植物を栽培する植物園）の作成をする担当者となった。

## 著書
- Meletemata botanica（シュテファン・エンドリヒャーと共著）、1832
- Rutaceae. Fragmenta botanica、1834
- Genera filicum、1834 - 1836
- Aroideae、1853 - 1857
- Analecta botanica（Theodor Kotschy と Carl Fredrik Nymanと共著）、1854
- Synopsis Aroidearum、1856
- Icones Aroidearum、1857
- Genera Aroidearum Exposita、1858
- Prodromus Systematis Aroidearum、1860